# Tuyo es mi corazón (telenovela)
Tuyo es mi corazón fue una telenovela colombiana basada en la obra literaria de Juan José Hoyos, adaptada para la televisión por Martha Bossio de Martínez y producida por Caracol Televisión en 1985.
Fue protagonizada por Amparo Grisales y Carlos Vives, con las participaciones antagónicas de Teresa Gutiérrez y Víctor Cifuentes, bajo la dirección de Julio César Luna.
La telenovela, que fue emitida por la Cadena Uno de Inravisión, retrata la vida de dos jóvenes de la década de los años 1960, interactuando con el bolero y la música de la Nueva Ola.

## Sinopsis
La familia de Carlos no esperaba insucesos como la desaparición de Aníbal, el padre, a causa de una mala jugada que le montó Rogelio, un estafador que lo obligó a entregarle los bienes, y la situación de salud de Pelusa, su hermana menor, que a causa de jugar a rodar en el barandal, sufrió un accidente que la dejó en estado comatoso, lo que produjo que Esther, su mamá, perdiera la razón.
Salomé, cuya juventud le fue arrebatada por la pobreza, fue obligada por su mamá, Iris, a cantar en el casino de su socio para ganarse la vida.
Salomé y Carlos se cruzan por cosas del destino, ella sabe del paradero del papá de Carlos, fue testigo clave del momento en que Aníbal y Rogelio tuvieron su encuentro, pero teme perderlo, pues Salomé halló en Carlos su aliciente.

## Elenco
- Amparo Grisales como Salomé Piamonte.
- Carlos Vives como Carlos Sánchez.
- Teresa Gutiérrez como Iris Piamonte.
- Gustavo Angarita como Aníbal Sánchez.
- Diana Sanders como Esther de Sánchez.
- Guillermo Gálvez como Horacio Ternera "La Belleza".
- Inés Mejía como Alcira Ricaurte Vda. de Peñaloza.
- Matilde Suescún como Miriam Peñaloza Ricaurte.
- Víctor Cifuentes como Rogelio García.
- Gilberto Puentes como Eliécer Cifuentes.
- Florina Lemaitre como Juanita.
- Javier Sáenz como Diego Parra.
- Jimmy Bernal como Jairo Wilson.
- Patricia Maldonado como Dora Peñaloza Ricaurte.
- Jorge Arenas como Profesor Bermúdez.
- Mario Garcia como Don Manuel.
- Miguel A. Murillo como Abogado Vicuña.
- Marina Veslim como Doña Petra.
- Susy Regler como Profesora Odile Rousseau.
- Andrea Jaramillo como Irene.
- Gladys de la Barra como Señora de Cifuentes.
- Mauricio Figueroa como Mauro Alboreto.
- Margalida Castro como Alicia Inés.
- Rey Vásquez como Heladero.
- Elisa de Montojo como Eulalia, mamá de Juanita.
- Herbert Montaño como Comerciante turco.
- Pedro Mogollón como Ananías "J.J.J"
- Astrid Junguito como Yolima Contreras.
- Sigifredo Vega como Escolta.
- César Quiñonez como Escolta.
- Germán Rojas como Daniel, Esposo de Odile.
- Gustavo Orozco como Policía.
- María Margarita Giraldo como Iris Piamonte (Joven).

## Premios y nominaciones

### Premios India Catalina
| Año  | Categoría                               | Nominado(a)      | Resultado |
| ---- | --------------------------------------- | ---------------- | --------- |
| 1986 | Mejor telenovela                        | Mejor telenovela | Ganadora  |
| 1986 | Mejor actriz de reparto                 | Florina Lemaitre | Ganadora  |
| 1986 | Mejor actriz de reparto                 | Inés Mejía       | Nominada  |
| 1986 | Mejor actriz o actor revelación del año | Guillermo Gálvez | Ganador   |